# Takao Nishiyama
Takao Nishiyama, född 7 januari 1942 i Japan, är en japansk tidigare fotbollsspelare.